# Тайсонс-Конэ (станция метро)
Тайсонс-Конэ (англ. Tysons Corner) — эстакадная (надземная, расположенная на эстакаде) станция Вашингтонгского метро на Серебряной линии. Проектные названия: Тайсонс-Сентрал 123, Тайсонс I & II. Она представлена одной островной платформой. Станция обслуживается Washington Metropolitan Area Transit Authority. Расположена в Тайсонс-Конэ в северо-западном углу пересечения Чейн-бридж-роад и Тайсонс-булевад, округ Фэрфакс штат Виргиния. Пассажиропоток — 3 141 человек (на 2015 год).
Станция была открыта 26 июля 2014 года.
Открытие станции приурочено к введению в эксплуатацию 1-й очереди Серебряной линии — участка длиной 18,7 км и открытием ещё 4 станций: Маклин, Гринсборо, Спринг-Хилл и Вель — Рестон-Ист.